# Gleb Wataghin
Gleb Vassielievich Wataghin (Birsula, 3 de novembro de 1899 — Turim, 10 de outubro de 1986) foi um físico experimental russo  de origem judaica, naturalizado italiano, que deu grande impulso às pesquisas em física no Brasil e na Itália.
Fez parte do grupo de cientistas europeus que fundou a Faculdade de Filosofia, Ciências e Letras da Universidade de São Paulo, em 1934. No Brasil, formou um brilhante grupo de jovens cientistas, como César Lattes, José Leite Lopes, Oscar Sala, Mário Schenberg, Roberto Salmeron, Marcelo Damy de Souza Santos e Jayme Tiomno. O Instituto de Física Gleb Wataghin da Unicamp foi nomeado em sua homenagem.

## Biografia
Wataghin nasceu na cidade de Birsula, nos arredores de Cherson (Ucrânia), em 1899. Pertencente a uma família russa de origens nobres, culta e bem sucedida economicamente, formada, além do pai Vassily e da mãe Evgenia Gulianitzky, por três filhos e uma filha. O pai, engenheiro, era responsável pelas ferrovias imperiais do sul. Depois dos estudos no ginásio de Kiev, concluídos em 31 de maio de 1918, sabendo relativamente pouco sobre como, fugiu pela Crimeia, embarcando em um dos navios com o qual os aliados conseguiram levar a salvo algumas dezenas de milhares de refugiados, salvando-se em tempo do avanço da revolução, para chegar em Turim, passando pela Grécia.
Em 5 de julho de 1920 residiu em Turim, onde obteve em 17 de julho de 1922 a láurea em física com 80/80 e louvor e, nem mesmo dois anos depois, em 14 de junho de 1924, obtém a láurea em matemática com 100/100 e louvor. Contratado em 1924 como assistente da Escola Politécnica da Universidade Turinense, ensinou Análise Matemática I e II e Física Experimental na Academia Real e Escola de Aplicação, Artilharia e Inteligência (1925-1933). Ainda na Politécnica, qualificou-se em 1929 como livre docente em física teórica, e foi professor de Mecânica Racional (1929-1934) e Física Superior (1933-1934) na Universidade de Turim. A partir de 9 de maio de 1929 tornou-se cidadão italiano e em 1931 iniciou suas pesquisas sobre raios cósmicos.[carece de fontes?]

### Trajetória no Brasil
Em 1934 o matemático Teodoro Ramos viajou para a Europa, a fim de buscar jovens cientistas dispostos a implantar a pesquisa e o ensino em diversos domínios científicos no Brasil. No que concerne à física, Teodoro Ramos convidou inicialmente Enrico Fermi, que não aceitou, pois estava envolvido nos famosos experimentos que se tornaram históricos mais tarde. Fermi juntamente a Francesco Cerelli, da Academia Italiana de Ciências, ajudou Teodoro Ramos a encontrar candidatos adequados. Wataghin, que trabalhava na época na Universidade de Turim, era um dos candidatos sugeridos, assim como o jovem matemático Luigi Fantappiè. Wataghin aceitou o convite, tornando-se um dos primeiros catedráticos da nascente Faculdade de Filosofia, Ciências e Letras, núcleo da futura Universidade de São Paulo.
Wataghin chegou a São Paulo com a tarefa específica de desenvolver a parte científica e de criar os laboratórios e todas as estruturas necessárias. Sua vinda para o Brasil inaugurou uma nova concepção do ensino da Física e abriu duas correntes de pesquisa, uma voltada para a Física teórica e outra, voltada para a física experimental de raios cósmicos, apesar de Wataghin ter uma formação teórica. A sua riqueza são uma grande cultura científica, literária e linguística e os melhores conhecimentos, sejam diretos e pessoais, sejam dos trabalhos dos maiores físicos do momento. Muitos deles, mais cedo ou mais tarde, visitarão o Brasil a seu convite, por razões ligadas diretamente à sua atividade. Entre estes, Arthur Compton, Hideki Yukawa, David Bohm e tantos outros. Por outro lado, Wataghin leva ao Brasil muitos outros físicos com encargos a longo prazo, primeiro entre todos Giuseppe Occhialini (lembrado familiarmente na física italiana como Beppo), naquele tempo já famoso por ter fornecido, em 1933, junto a Blackett, uma confirmação da existência do elétron positivo (pósitron) do qual, pouco antes, Carl David Anderson havia anunciado a descoberta.
Os físicos brasileiros que direta ou indiretamente foram formados pela escola de Wataghin: César Lattes (filho de piemonteses emigrados para Curitiba) a cujo nome está associada a descoberta, em 1947, do méson pi ou píon (isto é, da partícula postulada por Yukawa, em 1935, como mediadora das interações fortes) e que, por muitos anos foi o motor da grande colaboração internacional para o estudo de raios cósmicos, localizada em Chacaltaya, nos Andes bolivianos, e à qual tanta contribuição deu o acima lembrado grupo de Raios Cósmicos dirigido por Carlo Castagnoli da Universidade de Turim. Personalidade muito lúcida e fascinante (e não sempre cômoda), Lattes foi um gigante da física que se comovia raramente, mas sempre quando se falava de Wataghin. Mário Schenberg, uma personalidade também esta totalmente excepcional; tanto, talvez, no desenvolvimento da física teórica, quanto foi aquela de Lattes na física experimental, e a quem devemos, entre outras coisas, o famoso processo Urca sobre a fusão nuclear no Sol. Lembrando ao menos alguns outros nomes, entre os quais os primeiríssimos colaboradores de Wataghin no Brasil, que foram formados sob a sua orientação direta, por exemplo Marcelo Damy e Paulus Aulus Pompeia ou, muito mais jovem, Oscar Sala que, em tempos mais recentes, construiu em São Paulo aquele que até hoje é o maior acelerador nuclear da América do Sul, o Pelletron (um Van de Graaff do tipo chamado tandem de 15 MeV). Em 1955, o físico recebe o título de doutor honoris causa da Universidade de São Paulo.
Talvez a medida mais preciosa da consideração que se tinha com relação ao papel de Wataghin no Brasil, possa ser vista no fato de, quando ele não só ainda estava vivo, mas cientificamente muito ativo, a nascente Universidade Estadual de Campinas (hoje uma das maiores do Brasil), entre os anos 1960 e 1970, dar ao seu instituto o nome de Gleb Wataghin e, até hoje, recordá-lo numa excelente escola de fenomenologia da física hadrônica que a cada dois anos é realizada em tal instituto.

### Regresso à Itália
Em 1949, após o término da guerra e iniciado o processo do renascimento cultural italiano, Wataghin retorna à Italia nomeado professor da Universidade de Turim na cátedra que antes pertencia a Pochettino, onde permaneceria pelo resto da sua vida. Na fase turinense da sua carreira de professor universitário, Wataghin, conseguiu construir novamente uma escola de alto valor científico de física experimental e teórica. Membro da Academia de Ciências de Turim desde o ano de 1950, em 1951 recebeu o prêmio Feltrinelli, data em que também fazia parte da famosa Accademia dei Lincei. 
No ano de 1986, Gleb Wataghin falece na cidade de Turim deixando um grande legado marcado pela dedicação e produção de conhecimento colaborando para crescimento da ciência em sua época.

## Principais contribuições
Wataghin teve importantes contribuições tanto na física teórica quanto na física experimental. Na física teórica, destacam-se: 
- Teoria de campos, com ênfase em teorias de campos não locais;
- Estatística de partículas a altas temperaturas;
- Astrofísica (composição das estrelas);
- Produção múltipla de mésons;
- Teoria não-local de quarks com componentes;
- Modelo estatístico de produção de mésons.

Na física experimental, destacam-se suas contribuições para a física de raios cósmicos, que correspondeu a sua principal área de trabalho. A descoberta dos chuveiros hadrônicos, em 1940, é um exemplo do sucesso de suas pesquisas.

## Publicações
- Wataghin, G. On the Formation of Chemical Elements Inside the Stars. Phys. Rev. 73, 79 (1948).
- Wataghin, G. Thermal Equilibrium Between Elementary Particles. Phys. Rev. 63, 137 (1943).